# Tormenta tropical Dianmu (2016)
La tormenta tropical Dianmu (designación internacional: 1607, designación JTWC: 11W), fue un ciclón tropical débil que azotó la península de Leizhou en China y el norte de Vietnam a mediados de agosto de 2016. Fue la octava tormenta nombrada de la temporada de tifones del Pacífico de 2016.

## Historia meteorológica
La tormenta tropical Dianmu fue notada por primera vez como una perturbación tropical por el Centro Conjunto de Advertencia de Tifones de los Estados Unidos (JTWC) durante el 14 de agosto de 2016, mientras se encontraba a unos 175 km (110 millas) al sur de Hong Kong, China. La perturbación estaba ubicada dentro de un área angosta de cizalladura vertical baja y tenía un buen flujo de salida. Durante el día siguiente, el centro de circulación de bajo nivel del sistema comenzó a consolidarse a medida que avanzaba hacia el oeste, antes de que la Agencia Meteorológica de Japón (JMA) lo clasificara como depresión tropical el 15 de agosto. Durante los días siguientes, el sistema se movió gradualmente hacia el oeste, antes de que el Centro Conjunto de Advertencia de Tifones (JTWC) emitiera una alerta de formación de ciclones tropicales en el sistema durante el 17 de agosto.
La depresión fue nombrada Dianmu por la Agencia Meteorológica de Japón (JMA) durante el 18 de agosto, después de que se convirtió en una tormenta tropical, mientras que la Centro Conjunto de Advertencia de Tifones (JTWC) inició avisos sobre el sistema y la clasificó como depresión tropical Once-W. Después de ser nombrado, Dianmu continuó moviéndose hacia el oeste bajo la influencia de una cordillera subtropical de alta presión ubicada al norte del sistema y tocó tierra en la península de Leizhou en China. Posteriormente, el sistema ingresó al Golfo de Tonkin más tarde ese día, donde desarrolló una función ocular en las imágenes de microondas, antes de alcanzar su punto máximo con vientos sostenidos de 75 km/h (45 mph) cuando tocó tierra en el norte de Vietnam el 19 de agosto. Durante el día siguiente, Dianmu se debilitó gradualmente a medida que avanzaba hacia el oeste a través de Vietnam, Laos y la provincia china de Yunnan, antes de degenerar en un área de baja presión sobre el norte de Birmania durante el 20 de agosto. El área remanente de baja presión continuó siendo monitoreada, a medida que avanzaba a través de partes de Birmania e India, antes de que se observara por última vez en Bangladés.

## Preparaciones e impacto

### China
Dianmu pasó unos 220 km (135 millas) al suroeste de Hong Kong, China durante el 17 de agosto, donde generó vientos del este de moderados a frescos. A medida que Dianmu avanzaba lentamente hacia el oeste, los vientos locales sobre Hong Kong se fortalecieron durante ese día, antes de que el Observatorio de Hong Kong y la Oficina Meteorológica y Geofísica de Macao emitieran la Señal de Viento Fuerte n.º 3 para ambos territorios. Posteriormente se observaron fuertes vientos sobre Hong Kong, antes de que se cancelaran todas las señales durante el 18 de agosto. En la isla de Hainan, alrededor de 40 000 personas fueron evacuadas, antes del sistema que afecta a la isla, mientras que el servicio de transporte también se vio afectado. Las fuertes lluvias asociadas con el sistema provocaron inundaciones en varios lugares de la isla, incluso en partes de la capital, Haikou. Las fuertes lluvias también llevaron el nivel del agua en la presa Longtang en el río Nandu a un máximo de diez años de 13,35 metros (43,8 pies). En total, Dianmu mató a siete personas y las pérdidas económicas totales en China continental se calcularon en 3.180 millones de CN¥ (480,9 millones de dólares estadounidenses).

### Vietnam
Dentro de Vietnam, 17 personas murieron, mientras que otras dos estaban desaparecidas. En Quảng Ninh, se derrumbaron un total de once casas. Los daños totales en el país ascendieron a 1,99 billones de VND (89 millones de dólares estadounidenses).